# Bliznați, Varna
Bliznați (în bulgară Близнаци) este un sat în comuna Avren, regiunea Varna,  Bulgaria. 

## Demografie
Componența etnică a satului Bliznați
     Bulgari (91,92%)
     Turci (1,95%)
     Nicio identificare (5,2%)
     Altele (0,91%)
La recensământul din 2011, populația satului Bliznați era de 768 locuitori. Din punct de vedere etnic, majoritatea locuitorilor (91,92%) erau bulgari, cu o minoritate de turci (1,95%). Pentru 5,2% din locuitori nu este cunoscută apartenența etnică.